# Gentianella undulatisepala
Gentianella undulatisepala är en gentianaväxtart som beskrevs av J.S.Pringle. Gentianella undulatisepala ingår i släktet gentianellor, och familjen gentianaväxter. Inga underarter finns listade i Catalogue of Life.